# Coriance
Coriance est une entreprise française opérant dans le domaine des énergies renouvelables (biomasse, géothermie) et de récupération, abrégées EnR&R.

## Historique
Coriance, fondée en 1998 par Gaz de France, exploitait les réseaux de chaleur et de froid. Coriance démarre son activité avec les projets de géothermie à Meaux, puis à Fresnes.
En 2006, dans le cadre des travaux préparatoires à la fusion entre Gaz de France et Suez, la Commission européenne identifie que cette fusion pourrait nuire à la concurrence dans plusieurs secteurs, dont celui des réseaux de chaleur en France. La cession de Coriance fait partie des mesures correctives proposées par les deux groupes et retenues par la Commission européenne,.
En 2008, le groupe italien A2A fait l’acquisition de Coriance, Coriance est repris en 2012 par ses managers, adossés à un fonds d’investissement (KKR Infrastructure). En 2016, First Sentiers Investors devient l’actionnaire principal de Coriance,. En 2023, Coriance est racheté par le consortium français constitué par Vauban Infrastructure Partners, à hauteur de 50,1%, et la Caisse des Dépôts et Consignations (CDC) à hauteur de 49,9%, qui se substituent à Igneo Infrastructure Partners.

## Activités
Le Groupe Coriance intervient comme délégataire de service public en chauffage et froid urbains en France et en Belgique à travers ses filiales :
- 1998 : Energie Meaux ; Chelles Chaleur ; Sofrege (Fresnes) ; Martigues ; STSP (Salon-de-Provence)
- 1999 : AES (Aulnay-sous-bois) ; Enris (Ris-Orangis) ; Coge Santé Lille
- 2002 : BMES (Blanc-Mesnil)
- 2003 : MBE (Les Mureaux)
- 2005 : DES (Pierrelatte)
- 2006 : STVLBG (Villiers-le-Bel / Gonesse) ; CES (Castres)
- 2007 : Abes (Andrézieux-Bouthéon) ; Eneriance (Toulouse)
- 2008 : Eriva (Montereau-Fault-Yonne) ; Mebois (Montrond-les-bains) ; Calo Rem (Manosque)
- 2009 : Dijon Les Grésilles
- 2011 : STB (Bondy)
- 2012 : Sodien (Dijon)
- 2013 : Maev (Mont-Saint-Aignan) ; Auxev (Auxerre) ; BBE (Briançon)
- 2016 : Evva (Valence) ; Evve (Val d'Europe) ; Champigny ; Ceve (Clichy) ; Geb (Brive)
- 2017 : Len (Laval)
- 2018 : Heve (Herstal - Belgique)
- 2019 : Cenergy (Cergy-Pontoise) ; Castre 2e réseau ; Champigny 2e réseau ; Grigny ; Auxerre 2e réseau (Auxev 2) ; Biomasse Énergie de Commentry.
- 2021 : Villiers-le-Bel 2e réseau, STSP devient Salon-de-Provence Énergie Verte (Sev)
- 2024 : Métropole de Lyon, réseau du sud-ouest lyonnais[10]

Au total, plus de 403 km de réseau de chaleur urbain alimentent 249 000 équivalents-logements. L'entreprise, forte de ses 425 collaborateurs et 42 réseaux, affiche le mix énergétique le plus vert du marché français, avec un taux d’EnR&R de 65 à 70 % (biomasse, géothermie et énergie de récupération) :
- 27 % des réseaux de chaleur sont alimentés par la biomasse ;
- 23 % par l'énergie de récupération ;
- 15 % par la géothermie.

Un tiers des émissions nationales de gaz à effet de serre est dû au chauffage résidentiel et à celui du secteur tertiaire. Le développement de réseaux de chaleur et de froid, alimentés en énergies renouvelables, est un moyen de lutter contre le réchauffement climatique. Les réseaux de chaleur de Coriance permettent d'éviter chaque année plus de 600 000 tonnes de CO2 soit l'équivalent des émissions produites par 500 000 voitures[réf. nécessaire].

## Informations économiques
L’entreprise et ses filiales ont généré 325 millions d’euros de chiffre d’affaires (estimation fin 2021) et réalise plus de 55 millions d’euros d’investissement annuels.[réf. nécessaire] En prenant en compte la seule entreprise SAS Coriance (sans les filiales) le chiffre d'affaires réalisé en 2021 est de 68 907 k€.